# Hoedenspeld

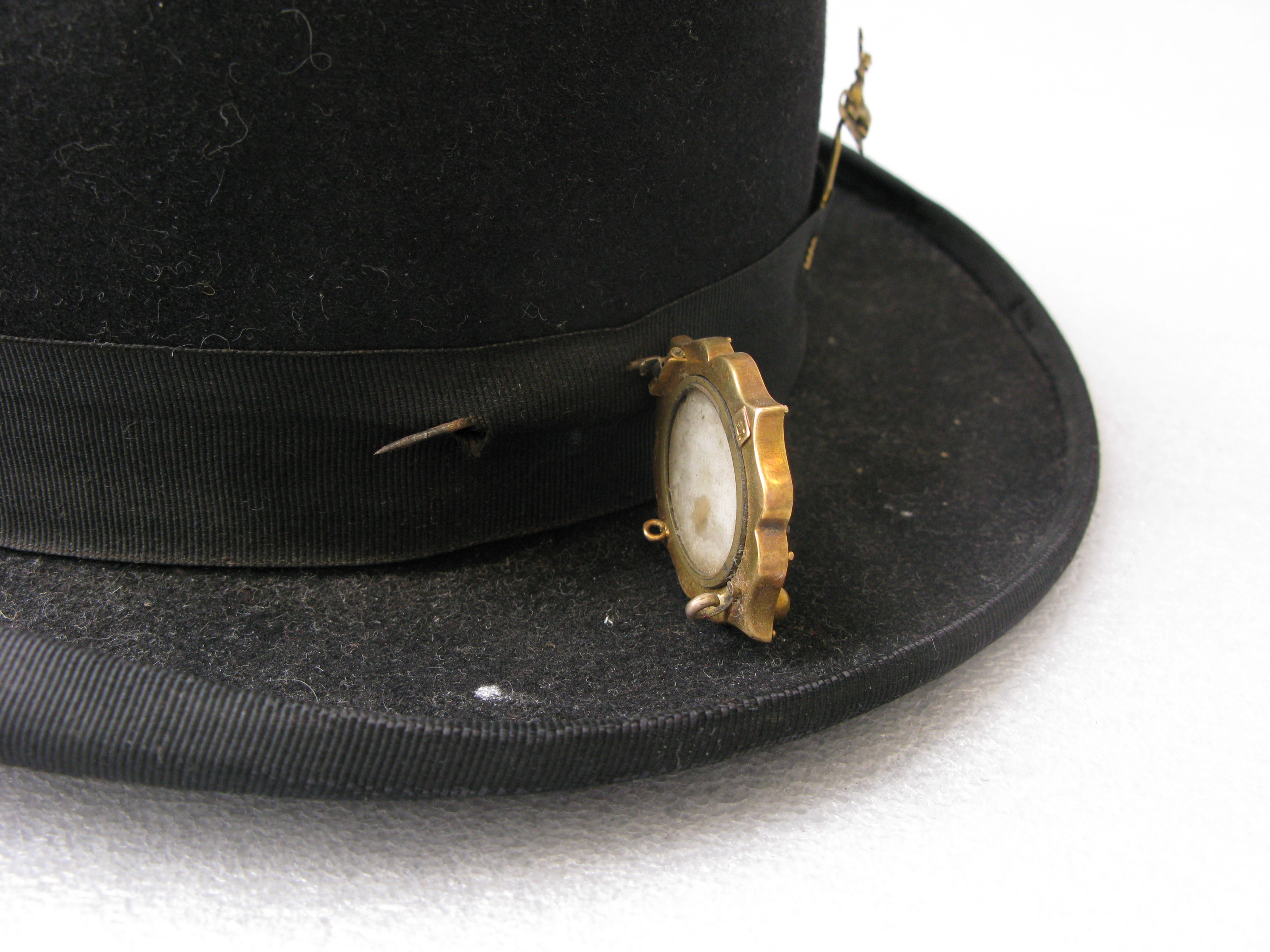
Hoed met twee hoedenspelden

Een hoedenspeld is een in de eerste plaats functionele maar ook decoratieve speld waarmee een hoed in het haar vastgezet wordt. Hoedenspelden worden alleen voor dameshoeden gebruikt.

## Gebruik
In de westerse cultuur worden hoedenspelden bijna uitsluitend door vrouwen gebruikt. De hoed wordt vastgespeld in opgestoken haar met meestal enkele spelden, alhoewel 1 speld ook kan. Functionele hoedenspelden zijn 15 à 20 cm lang en hebben een versierde knop, die aan de buitenkant van de hoed zichtbaar is. Decoratieve hoedenspelden zijn slechts 7 of 8 cm lang, en dienen vooral om de hoed te versieren. Een hoedenspeld kan van uiteenlopend materiaal gemaakt zijn (metaal, zilver, goud maar ook hout of plastic) zolang hij maar niet snel breekt en scherp genoeg is.

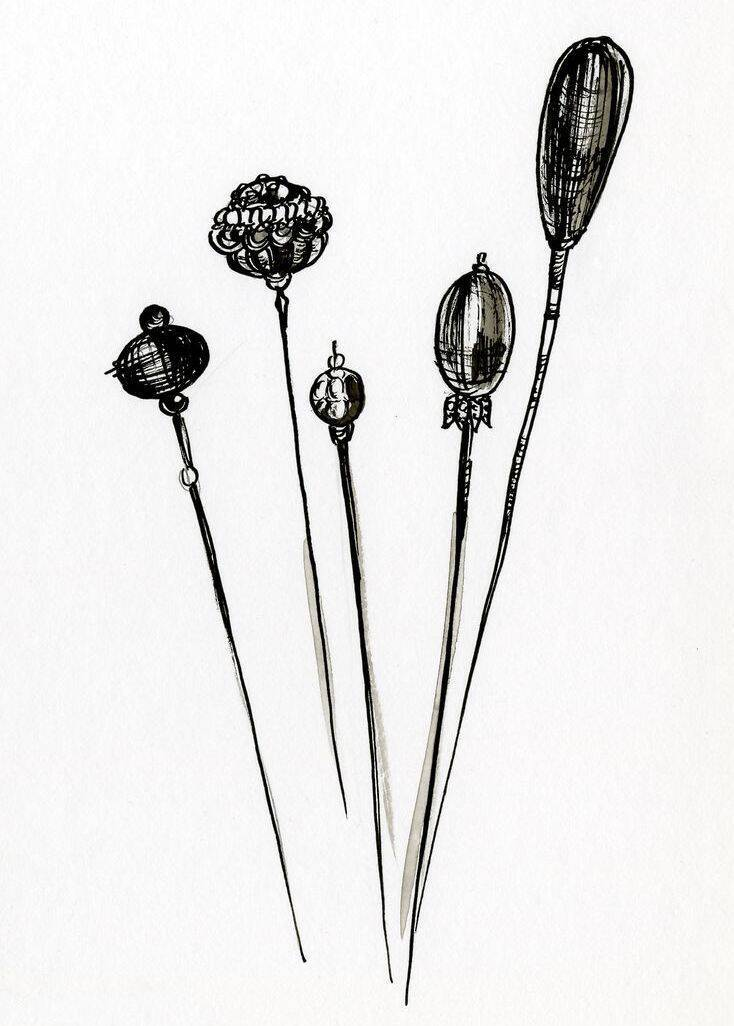
Verschillende versierde hoedenspelden

De speld wordt aan de ene kant van de kroon door de buitenkant naar binnen gestoken, vervolgens door het haar gehaald en een paar centimeter verder weer naar buiten gestoken. Een speld heeft meestal aan het uiteinde een sluitknop om te voorkomen dat de speld los glijdt.
Een hoedenspeld kan alleen gebruikt worden in combinatie met opgestoken haar. Bij gladde kapsels worden vaak elastieke banden aan de binnenkant van de hoed gezet zodat de hoed strakker om het hoofd zit, of haarkammen gebruikt die in de hoed worden bevestigd en in het haar steken.

## Geschiedenis
De hoedenspeld ontstond in de 15e eeuw en was oorspronkelijk bedoeld om sluiers op hun plaats te houden. Het maken van hoedenspelden was een ambacht en een tijdrovende klus. Vanwege het vele werk dat er in zit waren hoedenspelden lange tijd voorbehouden aan rijke mensen. In 1832 werd in Amerika een machine uitgevonden die de spelden in massa kon produceren, waardoor ze veel betaalbaarder werden.

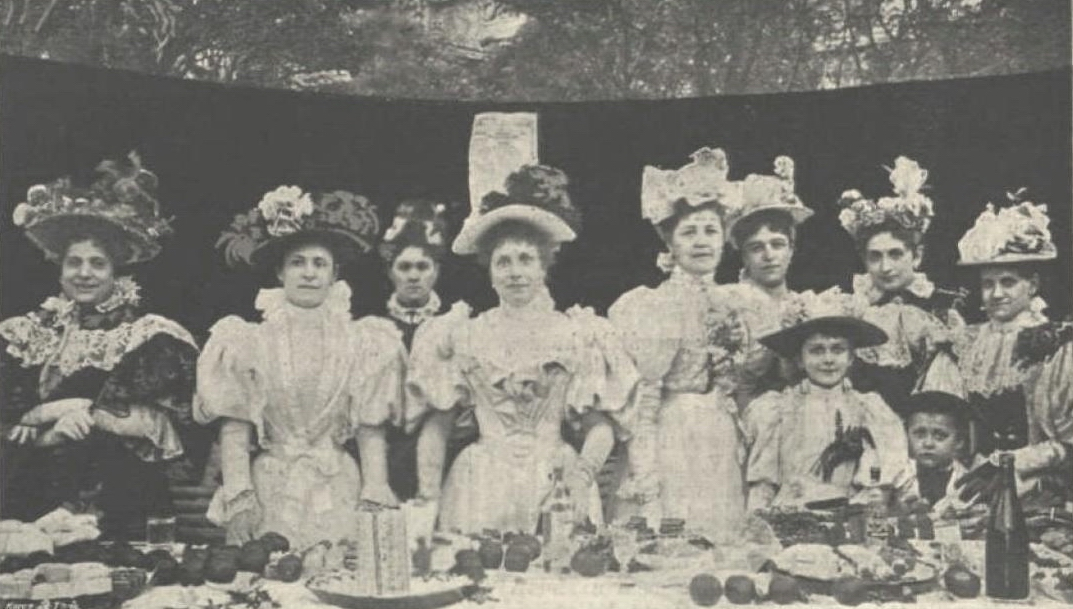
Vrouwen met opgestoken haar en hoeden zonder kinbanden
(1896), Lipót Kurcz

De hoogtijdagen van de hoedenspeld lagen tussen 1880 en 1920. Tot die tijd droegen de meeste vrouwen een bonnet die met linten onder de kin werden vastgestrikt, en ook hoeden hield men met linten op hun plaats. Aan het eind van de 19e eeuw nam de populariteit van hoeden voor vrouwen toe, en omdat hoedenspelden inmiddels voor iedereen betaalbaar waren steeg de vraag naar hoedenspelden enorm. Tot 1920 was een hoedenspeld een standaard accessoire voor elke dame.
Antieke hoedenspelden zijn gewild onder verzamelaars.

## Wapen

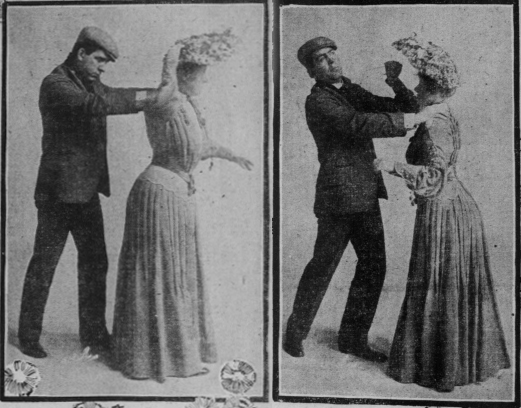
Een vrouw die zich verdedigt met een hoedenspeld
(1904)

Begin 20ste eeuw werden hoedenspelden een favoriet wapen waarmee vrouwen zich konden verdedigen tegen opdringerige en handtastelijke mannen. Het is voor het eerst in de geschiedenis dat vrouwen, mede onder invloed van emanciperende bewegingen als die van de suffragettes, massaal met geweld van zich af gingen bijten. De verhalen hierover, die in de Verenigde Staten breed uitgemeten werden in de kranten, riepen bewondering én navolging op, waarbij de grens tussen zelfverdediging en een bewuste aanval niet altijd meer duidelijk was. Zelfs president Theodore Roosevelt sprak zijn waardering uit voor vrouwen die hun hoedenspelden gebruikten, en merkte in 1900 op dat "geen man, hoe dapper hij ook mag zijn, een resolute vrouw met een hoedenspeld in haar hand wil tegenkomen". Bij sommige aanvallen (met spelden van soms bijna 30 cm lang) vielen zelfs doden, reden waarom in 1908 in de VS wetten werden aangenomen die de lengte van hoedenspelden beperkten. In diezelfde periode werden ook verordeningen aangenomen die de eis stelden dat het uiteinde van de speld (dat buiten de hoed steekt) afgedekt moest worden, om te voorkomen dat omstanders zich er per ongeluk aan zouden verwonden. Naast verschillende luxe sierknoppen gebruikten armere vrouwen vaak materialen als kurk.

## Prijs
De Magda Janssens Hoedenspeld is een prijs in de vorm van een hoedenspeld, vernoemd naar de actrice Magda Janssens, die als doorgeefprijs aan acteurs gegeven wordt. De prijs wordt zowel aan mannen als vrouwen uitgereikt.

## Trivia
Dat een hoedenspeld ook gebruikt kan worden voor het plegen van een moord vertelt Agatha Christie in het verhaal Het Sunningsdale mysterie in de omnibus De Wrekers.